# Міо Імада
Міо Імада (яп. 今田 美桜, англ. Imada Mio, нар. 5 березня 1997) — японська актриса та модель із Фукуоки. Імада почала свою акторську та модельну кар’єру в 2015 році після того, як місцеве рекламне агентство назвало її «найкрасивішою дівчиною Фукуоки». Дебют в акторському мистецтві відбувся в 2018 році, коли її взяли на роль Айрі Майї для відомого японського драматичного серіалу Хлопці над квітами 2 сезон.

## Фільмографія

### Фільми
| Рік      | Українська назва                                  | Роль            | Примітки       |        |
| -------- | ------------------------------------------------- | --------------- | -------------- | ------ |
| 2015 рік | Злочинність пуста                                 | Сатомі Сугімото |                | [ 2 ]  |
| 2017 рік | Ічіясайнарімей                                    |                 |                | [ 3 ]  |
| 2017 рік | Подвійні монетні двори                            |                 |                | [ 2 ]  |
| 2017 рік | Автобус Джек повертається                         | Санае Шіраторі  |                | [ 4 ]  |
| 2017 рік | Каланхое но Хана                                  | Цукіно Іхіносе  | Короткий фільм | [ 5 ]  |
| 2017 рік | Демекін                                           | Акі             |                | [ 6 ]  |
| 2019 рік | Ти сяєш у місячну ніч                             | Ріко Хірабаяші  |                | [ 7 ]  |
| 2019 рік | My Hero Academia: Heroes Rising                   | Slice (голос)   |                | [ 8 ]  |
| 2020 рік | Викрадена особистість 2                           | Рьоко Ніва      |                | [ 9 ]  |
| 2020 рік | Вотакой: Любов важка для Отаку                    | Юкі Моріта      |                | [ 10 ] |
| 2021 рік | Токійські Месники                                 | Хіната Тачібана |                | [ 11 ] |
| 2023 рік | Мій щасливий шлюб                                 | Мійо Сайморі    |                | [ 12 ] |
| 2023 рік | Токійські месники 2: Кривавий Хелловін, частина 1 | Хіната Тачібана |                | [ 13 ] |
| 2023 рік | Токійські месники 2: Кривавий Хелловін, частина 2 | Хіната Тачібана |                | [ 14 ] |

### Серіали
| Рік      | Українська назва                           | Роль                 | Мережа       | Примітки               |              |
| -------- | ------------------------------------------ | -------------------- | ------------ | ---------------------- | ------------ |
| 2015 рік | Watashi wa Chichi ga Kirai Desu            | CM талант            | NHK BS-P     | Спеціальне телебачення | [ 15 ]       |
| 2015 рік | Ковабон                                    | Каорі                | KBC          | Епізод 8, голос        | [ 16 ]       |
| 2017 рік | Хлопчики-втікачі                           | Мамі Хосіно          | Fuji TV      |                        | [ 2 ] [ 17 ] |
| 2017 рік | Детектив Югамі                             | Ікумі Морі           | Fuji TV      | Епізод 2               | [ 18 ]       |
| 2017 рік | Громадський ворог                          | Ріко                 | Fuji TV      |                        | [ 19 ]       |
| 2018 рік | Кіоку                                      | Хана Адачі           | Fuji TV Next |                        | [ 20 ]       |
| 2018 рік | Хлопці над квітами 2 сезон                 | Айрі Майя            | TBS          |                        | [ 21 ]       |
| 2018 рік | Гонкова: Справжні історії жахів: літо 2018 | Юко Фудзімото        | Fuji TV      | Спеціальне телебачення | [ 22 ]       |
| 2018 рік | Костюми                                    | Сарі Танімото        | Fuji TV      |                        | [ 23 ]       |
| 2019 рік | Домашня кімната пана Хірагі                | Юзукі Сува           | НТВ          |                        | [ 24 ]       |
| 2020 рік | Ханзава Наокі: Епізод 0                    | Хітомі Хамамура      | TBS          | Телевізійний фільм     | [ 25 ]       |
| 2020 рік | Ханзава Наокі                              | Хітомі Хамамура      | TBS          | 2 сезон                | [ 25 ]       |
| 2020 рік | Тато мій однокласник                       | Хіроко Ямамото       | НТВ          |                        | [ 26 ]       |
| 2021 рік | Любов глибоко                              | Айка Міямае          | НТВ          |                        | [ 27 ]       |
| 2021 рік | Ласкаво просимо додому, Моне               | Ріко Маріанна Джинно | NHK          | Асадора                | [ 28 ]       |
| 2022 рік | Погана дівчинка: дробарки скляної стелі    | Марін Танака         | НТВ          | Головна роль           | [ 29 ]       |

### Телевізійні шоу
- World Baseball Entertainment Tamacchi! (2018–19, Fuji TV ) [30]
- Imada Mio no Prefere (2018–19, TV Aichi ) [31]

### Інтернет шоу
- #Koe Dake Tenshi (січень – березень 2018, AbemaTV ), Мегумі [32]

### Рекламні ролики
- Маріноа Сіті (2013–2015) [3]
- Хіракі (2014–2016) [3]
- Префектура Фукуока, туристичні ідоли Янагава «Дівчата Сагемон» (2016) [3]
- Середня школа Тоогакуен (2017) [3]
- Aoyama Trading Co.,Ltd - Йофуку но Аояма (2017) [3]
- Shionogi Health Care - Sedes (2017) [3]
- Макдональдс (2017) [3]
- Асахі Вонда (2017) [3]
- Асоціація інспекції з електробезпеки Кюсю (2017) [33]
- Dai-ichi Life - Just (2018) [34]
- SoftBank - Cyber Sunday (2018) [35]

### Музичні кліпи
- Кохання – Hajimari no Uta (28 лютого 2016)
- Йосітака Тайра – Хатараку Хітотачі
- Generations from Exile Tribe – Namida (4 червня 2016)
- Maco – Sweet Memory (9 листопада 2017) [36]

### Дубляж
Жива дія
- Люди в чорному: Інтернешнл, Моллі Райт / Агент М (Тесса Томпсон) [37]

Анімація
- Лайтер, Іззі Хоторн [38]

## Нагороди та номінації
| Рік  | Нагорода                                                           | Категорія                                  | Фільм/Телесеріал           | Результат |        |
| ---- | ------------------------------------------------------------------ | ------------------------------------------ | -------------------------- | --------- | ------ |
| 2018 | 22-й Гран-прі спортивної драми Nikkan                              | Найкраща жіноча роль другого плану – Весна | Хлопці над квітами 2 сезон | Номінація | [ 39 ] |
| 2018 | 97-ма церемонія вручення нагород телевізійної драматичної академії | Найкраща актриса другого плану             | Хлопці над квітами 2 сезон | Номінація | [ 40 ] |
| 2018 | Yahoo! Пошук нагород                                               | Категорія актриси                          | Міо Імада                  | Перемога  | [ 41 ] |
| 2018 | #MVI – Найцінніший Instagrammer в Японії                           | Категорія тренду                           | Міо Імада                  | Перемога  | [ 42 ] |
| 2022 | 45-а премія Японської кіноакадемії                                 | Новачок року                               | Токійські Месники          | Перемога  | [ 43 ] |